# RMI
RMI (англ. Remote Method Invocation) — программный интерфейс вызова удаленных методов в языке Java.

## Описание работы
Распределенная объектная модель, специфицирующая, каким образом производится вызов удалённых методов, работающих на другой виртуальной машине Java.
При доступе к объекту на другом компьютере возможно вызывать методы этого объекта. Необходимо только передать параметры метода на другой компьютер, сообщить объекту о необходимости выполнения метода, а затем получить обратно возвращаемое значение. Механизм RMI даёт возможность организовать выполнение всех этих операций.

Типичная реализация модели Java-RMI, использующая объекты 'заглушки'(stub) и 'скелета'(skeleton).

В терминах RMI объект, который вызывает удалённый метод, называется клиентским объектом, а удалённый объект — серверным объектом. Компьютеры выступают в роли клиента и сервера только для конкретного вызова. Вполне возможно, что при выполнении следующей операции эти компьютеры поменяются ролями, то есть сервер предыдущего вызова может сам стать клиентом при обращении к объекту на другом компьютере.
При вызове метода удалённого объекта на самом деле вызывается обычный метод языка Java, инкапсулированный в специальном объекте-заглушке (stub), который является представителем серверного объекта. Заглушка находится на клиентском компьютере, а не на сервере. Она упаковывает параметры удалённого метода в блок байтов. Каждый параметр кодируется с помощью алгоритма, обеспечивающего независимость от аппаратуры. Например, числа всегда передаются в порядке, при котором сначала передаётся старший байт (big-endian). При этом объекты подвергаются сериализации. Процесс кодирования параметров называется развертыванием параметров (parameter marshaling). Основная цель развёртывания параметров — преобразование их в формат, пригодный для передачи параметров от одной виртуальной машины к другой.
Метод, принадлежащий заглушке, создаёт блок, в который входят следующие элементы:
- идентификатор удалённого объекта;
- описание вызываемого метода;
- развёрнутые параметры.

Затем метод заглушки посылает эту информацию серверу. Далее объект-получатель, скелет (skeleton), выполняет для каждого вызова удалённого метода следующие действия:
- свёртывание параметров;
- поиск вызванного объекта;
- вызов заданного метода;
- извлечение и развёртывание возвращаемого значения или исключения, сгенерированного данным методом;
- передача пакета, состоящего из развёрнутых возвращаемых данных, объекту-заглушке на клиентском компьютере.

Клиентский объект-заглушка свертывает возвращаемое значение или исключение, полученное с сервера. Результат свёртывания становится возвращаемым значением метода заглушки. Если удалённый метод возвращает исключение, то объект-заглушка повторит его в среде объекта-клиента.
Для вызова удалённого метода используется тот же синтаксис, что и для обращения к локальному методу. Например, чтобы вызвать метод getQuantity() объекта-заглушки central Warehouse центрального хранилища данных на удалённом компьютере, потребуется использовать приведённый ниже код.
```
  
int
 
q
=
centralWarehouse
.
getQuantity
(
"SuperSucker 100 Vacuum Cleaner"
);

```

Для доступа к удалённым методам клиентский код всегда использует объектные переменные типа interface. Например, с приведённым выше методом может быть связан следующий интерфейс:
```
interface
 
Warehouse
 
{

        
int
 
getQuantity
(
String
 
description
)
 
throws
 
RemoteException
;

        
Product
 
getProduct
(
Customer
 
cust
)
 
throws
 
RemoteException
;

        
// ...

}

```

Объявление переменной для объекта, который реализует этот интерфейс, будет выглядеть так:
```
 

         
Warehouse
 
centralWarehouse
 
=
 
// ...;

```

Конечно, интерфейсы представляют собой абстракции и содержат только перечень методов. Переменные типа interface всегда должны быть связаны с фактическим объектом. При вызове удалённых объектов переменная ссылается на объект-заглушку. При этом клиентская программа ничего не знает о типе заглушки, а сами заглушки и связанные с ними объекты создаются автоматически.
При передаче объекта другой программе (он может быть параметром либо возвращаемым значением удалённого метода) нужен файл класса, соответствующий этому объекту. Например, метод, который возвращает значение типа Product. При компиляции клиентской программы должен быть сгенерирован файл класса Product.class.
При загрузке фрагментов кода по сети всегда возникают сомнения по поводу должного обеспечения безопасности. В связи с этим в приложениях с использованием RMI применяется диспетчер защиты. Он защищает заглушки от проникновения в них вирусов.

## Пример
Класс RmiServer — отслеживает RMI запросы и реализует интерфейс, используемый клиентом для вызова удалённых методов.
```
import
 
java.rmi.Naming
;

import
 
java.rmi.RemoteException
;

import
 
java.rmi.RMISecurityManager
;

import
 
java.rmi.server.UnicastRemoteObject
;

import
 
java.rmi.registry.*
;

public
 
class
 
RmiServer
 
extends
 
UnicastRemoteObject
 

    
implements
 
RmiServerIntf
 
{

    
public
 
static
 
final
 
String
 
MESSAGE
 
=
 
"Hello world"
;

    
public
 
RmiServer
()
 
throws
 
RemoteException
 
{

    
}

    
public
 
String
 
getMessage
()
 
{

        
return
 
MESSAGE
;

    
}

    
public
 
static
 
void
 
main
(
String
 
args
[]
)
 
{

        
System
.
out
.
println
(
"RMI server started"
);

        
// Create and install a security manager

        
if
 
(
System
.
getSecurityManager
()
 
==
 
null
)
 
{

            
System
.
setSecurityManager
(
new
 
RMISecurityManager
());

            
System
.
out
.
println
(
"Security manager installed."
);

        
}
 
else
 
{

            
System
.
out
.
println
(
"Security manager already exists."
);

        
}

        
try
 
{
 
//special exception handler for registry creation

            
LocateRegistry
.
createRegistry
(
1099
);
 

            
System
.
out
.
println
(
"java RMI registry created."
);

        
}
 
catch
 
(
RemoteException
 
e
)
 
{

            
//do nothing, error means registry already exists

            
System
.
out
.
println
(
"java RMI registry already exists."
);

        
}

            

        
try
 
{

            
//Instantiate RmiServer

            
RmiServer
 
obj
 
=
 
new
 
RmiServer
();

            
// Bind this object instance to the name "RmiServer"

            
Naming
.
rebind
(
"//localhost/RmiServer"
,
 
obj
);

            
System
.
out
.
println
(
"PeerServer bound in registry"
);

        
}
 
catch
 
(
Exception
 
e
)
 
{

            
System
.
err
.
println
(
"RMI server exception:"
 
+
 
e
);

            
e
.
printStackTrace
();

        
}

    
}

}

```

Класс RmiServerIntf — определяет интерфейс, используемый клиентом и реализуемый сервером.
```
import
 
java.rmi.Remote
;

import
 
java.rmi.RemoteException
;

public
 
interface
 
RmiServerIntf
 
extends
 
Remote
 
{

    
public
 
String
 
getMessage
()
 
throws
 
RemoteException
;

}

```

Класс RmiClient — клиент, использующий заместителя(proxy) удалённого объекта размещённого на стороне сервера и вызывающий его методы для получения данных. Если объект сервера реализует интерфейс java.io.Serializable вместо java.rmi.Remote, то он будет сериализован и клиенту будет передано его значение..
```
import
 
java.rmi.Naming
;

import
 
java.rmi.RemoteException
;

import
 
java.rmi.RMISecurityManager
;

public
 
class
 
RmiClient
 
{
 

    
// "obj" is the reference of the remote object

    
RmiServerIntf
 
obj
 
=
 
null
;

    
public
 
String
 
getMessage
()
 
{
 

        
try
 
{
 

            
obj
 
=
 
(
RmiServerIntf
)
Naming
.
lookup
(
"//localhost/RmiServer"
);

            
return
 
obj
.
getMessage
();
 

        
}
 
catch
 
(
Exception
 
e
)
 
{
 

            
System
.
err
.
println
(
"RmiClient exception: "
 
+
 
e
);
 

            
e
.
printStackTrace
();
 

            

            
return
 
e
.
getMessage
();

        
}
 

    
}

    
public
 
static
 
void
 
main
(
String
 
args
[]
)
 
{

        
// Create and install a security manager

        
if
 
(
System
.
getSecurityManager
()
 
==
 
null
)
 
{

            
System
.
setSecurityManager
(
new
 
RMISecurityManager
());

        
}

        

        
RmiClient
 
cli
 
=
 
new
 
RmiClient
();

        
System
.
out
.
println
(
cli
.
getMessage
());

    
}

}

```

Перед запуском этого приложения, необходимо создать файл 'Заглушки'(Stub) для используемого интерфейса. Для этого можно воспользоваться RMI компилятором - 'rmic'
- Внимание: заглушка создаётся из *.class файла содержащего реализацию удалённого интерфейса, а не из '*.java' файла* (Начиная с java 1.5+ создавать заглушку stub с помощью rmic не требуется)

```
rmic RmiServer

```

Файл server.policy— необходим для предоставлению серверу права TCP/IP соединения к удалённому регистру и RMI серверу.
```
grant
 
{

    
permission
 
java
.
net
.
SocketPermission
 
"127.0.0.1:*"
,
 
"connect,resolve"
;

    
permission
 
java
.
net
.
SocketPermission
 
"127.0.0.1:*"
,
 
"accept"
;

};

```

Файл server.policy используется с помощью аргумента '-D' в Java RTE : 
```
java.exe -Djava.security.policy=server.policy RmiServer

```

Файл client.policy—необходим для того, чтобы клиент смог присоединиться к серверу RMI по TCP/IP.
```
grant
 
{

    
permission
 
java
.
net
.
SocketPermission
 
"127.0.0.1:*"
,
 
"connect,resolve"
;

};

```

Файл no.policy— рекомендуется использовать для клиента либо сервера при возникновения проблем с соединением.
```
grant
 
{

    
permission
 
java
.
security
.
AllPermission
;

};

```